# Mejdounarodnaïa (métro de Moscou)
Pour les articles homonymes, voir Mejdounarodnaïa.
Mejdounarodnaïa (en russe : Междунаро́дная et en anglais : Mezhdunarodnaya) est une station de la ligne Filiovskaïa (ligne 4 bleu clair) du métro de Moscou. Elle est située sur le territoire de l'arrondissement Presnenski dans le district administratif central de Moscou.

## Situation sur le réseau
Établie en souterrain à 25 mètres sous le niveau du sol, la station terminus Mejdounarodnaïa est située au point 010+66,735 d'un court embranchement de la ligne Filiovskaïa (ligne 4 bleu clair), avant la station Vystavotchnaïa (en direction de Aleksandrovski sad).

## Histoire
La station Mejdounarodnaïa est mise en service le 30 août 2006, lors de l'ouverture à l'exploitation du deuxième tronçon d'une nouvelle branche de la ligne.